# Sistrum
Sistrum (ägyptisch sechem, griechisch: seistron) ist eine Rahmenrassel, die historisch aus der Kultmusik Mesopotamiens und des Alten Ägypten bekannt ist. Ein Sistrum ist auf einem 2600 v. Chr. datierten Rollsiegel der Sumer abgebildet. Im römischen Ägypten verwendeten Frauen Sistren beim Kultus der Isis.
Das altägyptische Sistrum besteht aus einem metallenen, in ovale Form gebogenen Bügel mit einem Stiel. Mitten durch den Bügel gehen metallene Stäbe, die sich in weiten Löchern leicht hin- und herbewegen und dadurch beim Tanz ein rasselndes Geräusch hervorbringen. Der Stiel ist meist mit einem Kopf der Hathor, seltener des Gottes Bes geschmückt.
Hiernach sind auch die „Sistrumsäulen“ benannt, die in Dendera den Tempel der Hathor zieren. Diese tragen Kapitelle, die an vier Seiten Hathors Kopf zeigen, während der obere Teil der Säule den Mammisi zeigt. Auch auf reichsrömischen Münzen wurde das Sistrum als Kennzeichen der Isis abgebildet.

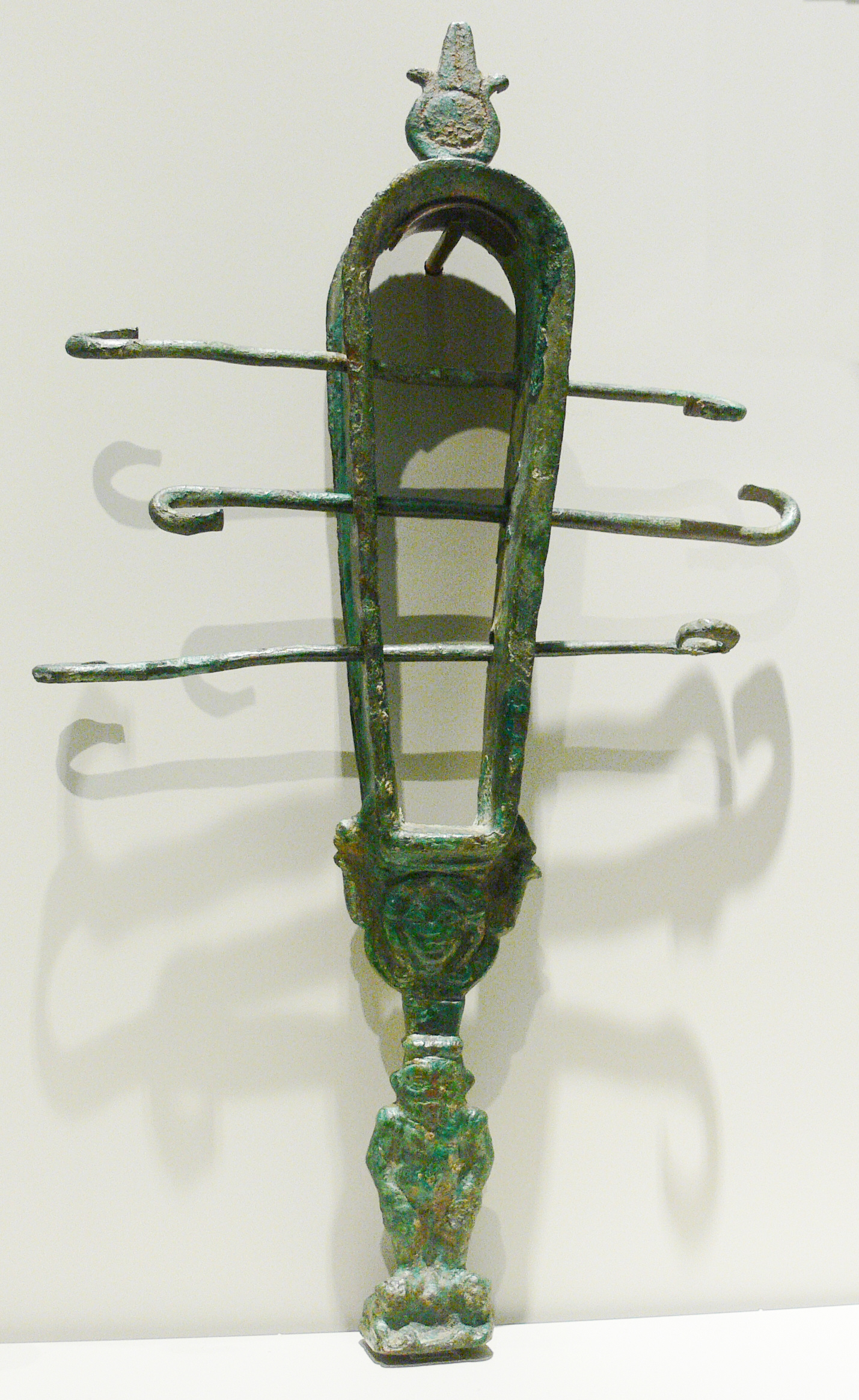
Sistrum, ägyptisch, um 350 v. Chr. (Ägyptisches Museum Berlin)
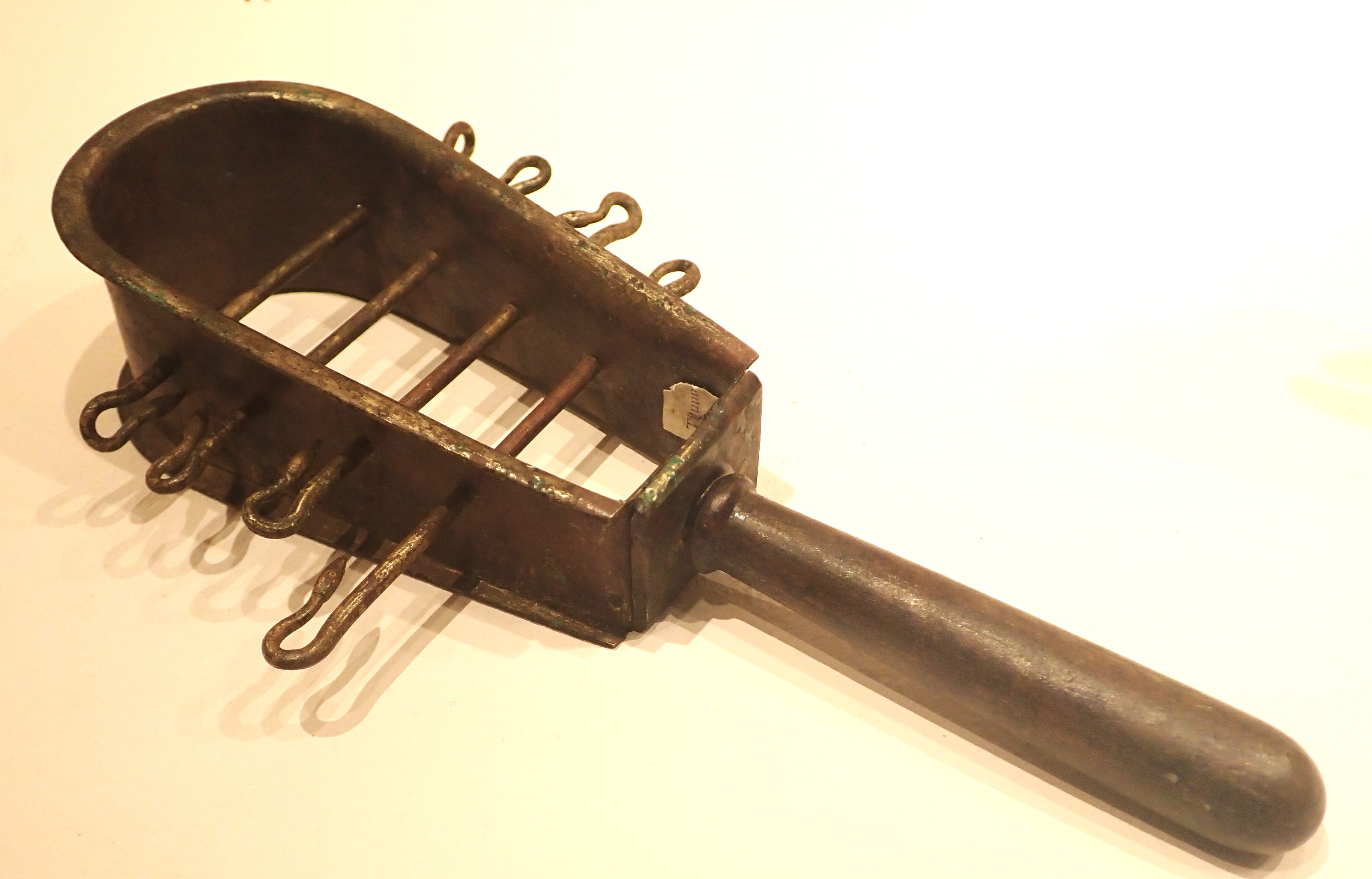
Sistrum, im Museum des Castello del Buonconsiglio in Trient
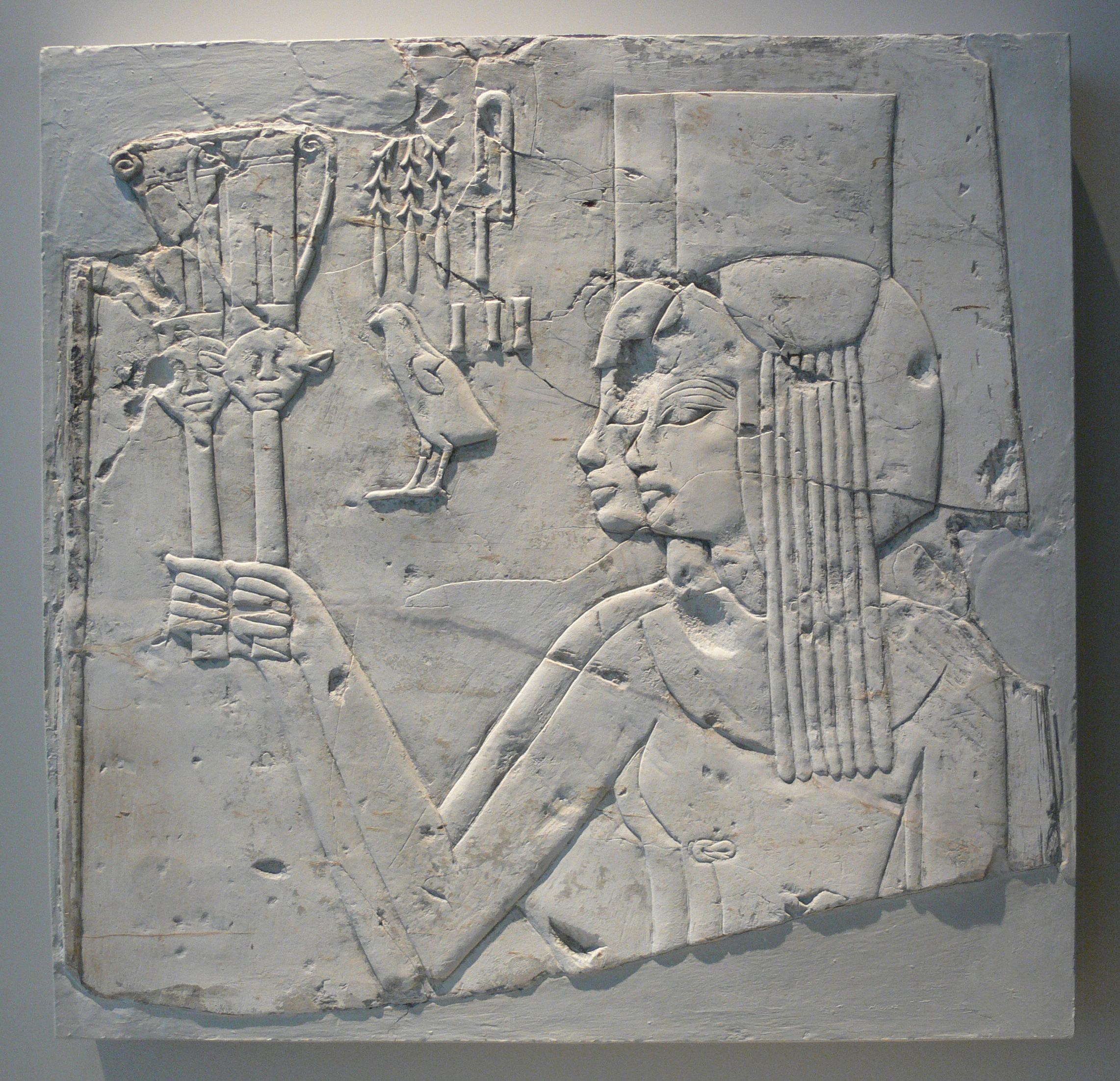
Zwei Prinzessinnen mit Sistren, Fragment eines Grabreliefs aus Theben, um 1365 v. Chr. (Ägyptisches Museum Berlin)
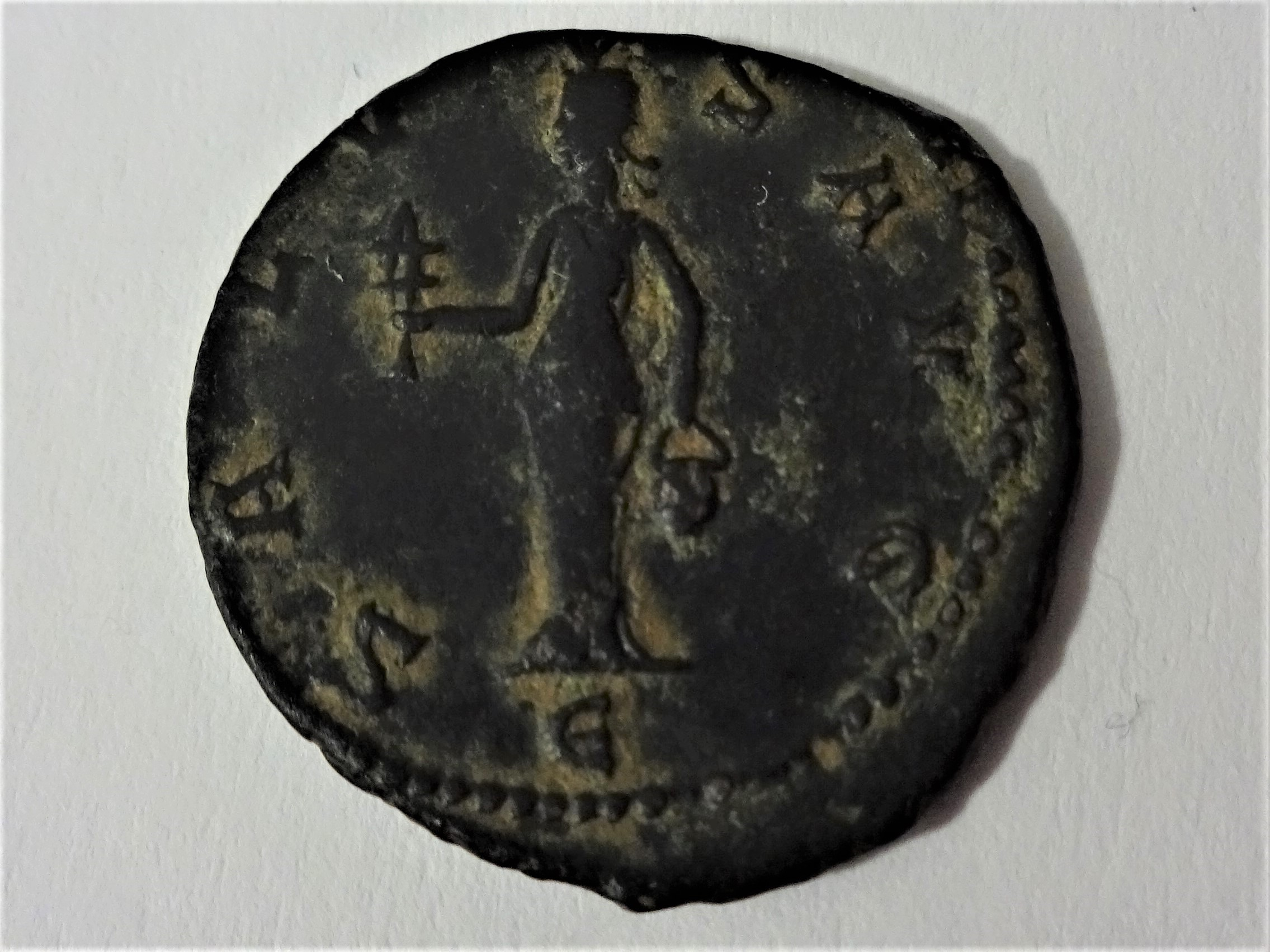
Isis mit Sistrum in der rechten Hand auf Münze des Claudius Gothicus (regierte 268–270 n. Chr.)

Das aus einer Metallscheibe mit Rasselkörpern am Rand bestehende Marawe-Sistrum der orientalischen Christen stellt instrumentenkundlich ein Bindeglied zu den ebenfalls im Orient bei religiösen Zeremonien verwendeten Rasseltrommeln dar. Das in der Liturgie der äthiopisch-orthodoxen Kirche verwendete Sistrum heißt ts’anats’el oder sanasel.
Im Asterix-Band Der Seher wird die Stimme des Barden Troubadix von Automatix mit dem Geräusch eines Sistrums verglichen.